# Dia de la marmota

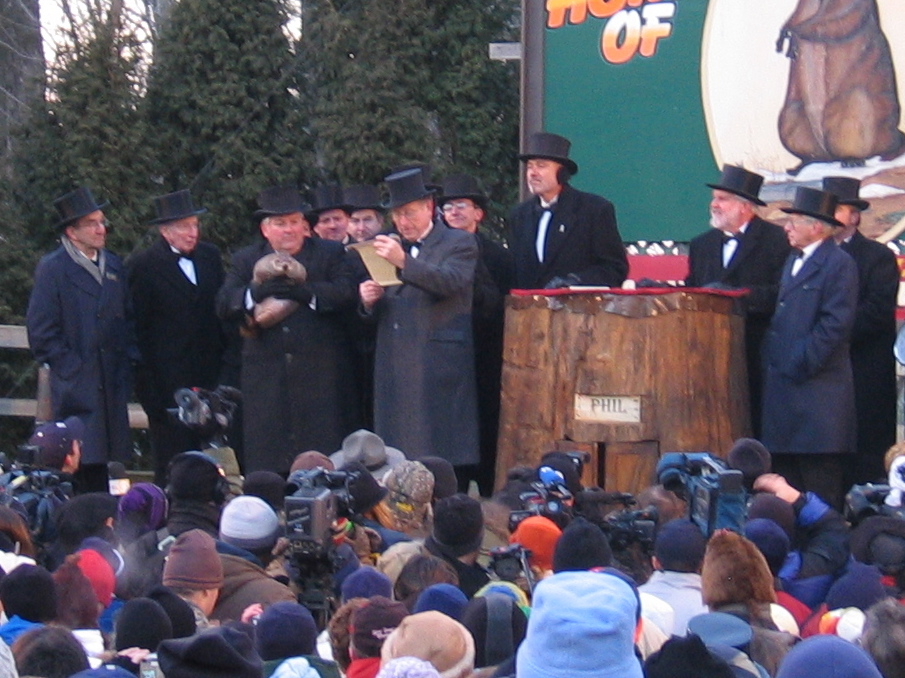
El dia de la marmota a Punxsutawney, el 2005. És una festa o costum tradicional anomenada Groundhog Day, en anglès)

El dia de la marmota és un mètode folklòric usat pels grangers, especialment dels Estats Units i el Canadà, per predir la fi de l'hivern, basats en el comportament de l'animal quan surt d'hivernar el 2 de febrer.
Segons la creença, si no es veu l'ombra de la marmota en sortir del cau, perquè el dia és ennuvolat, això significa que l'hivern acabarà aviat. Si, per contra, és un dia assolellat i es veu l'ombra de la marmota, vol dir que l'hivern durarà sis setmanes més.
El dia de la marmota assenyala aproximadament la meitat del període que va entre el solstici d'hivern i l'equinocci de primavera, de forma similar al dia de Tots Sants o el dia dels Difunts (l'equivalent al "Halloween"), que assenyala la meitat del període que va entre l'equinocci de tardor i el solstici d'hivern.

## Origen
Alguns remunten el costum a tradicions irlandeses (segons velles tradicions, el dia 2 de cada mes està sempre ennuvolat), la història sembla fixar-se més aviat en els immigrants alemanys arribats als Estats Units, especialment a l'estat de Pennsilvània. Els grangers alemanys utilitzaven el mètode per saber quan havien de conrear les terres. Ja a Alemanya, aquests grangers observaven el teixó, que en sortir del cau a l'hivern podia tenir dues reaccions: si es veia l'ombra, en un dia assolellat, s'espantava i tornava a hibernar sis setmanes més, cosa que indicava que continuava l'hivern, però si en sortir no es veia l'ombra, perquè no feia sol, sortia confiat pensant que ja arribava la primavera.

## Marmotes famoses i les seves prediccions
Aquesta tradició se celebra en moltes poblacions nord-americanes, i fins i tot del Canadà (on la marmota més famosa es diu Wiarton Willie). Però és la marmota Phil de Punxsutawney, a l'estat de Pennsilvània, la més famosa, amb una tradició de més d'un segle (concretament des de 1887). Segons el comportament de la marmota Phil, cada 2 de febrer s'intenta predir la durada de l'hivern, una cerimònia immortalitzada per la pel·lícula Groundhog Day.
Moltes ciutats celebren el dia de la marmota per tota Amèrica del Nord i fan prediccions d'hivern basats en marmotes. Altres marmotes famoses són Buckeye Chuck, General Beauregard Lee, Staten Island Chuck, Wiarton Willie i Shubenacadie Sam. Els defensors del dia de la marmota plantegen que el pronòstic del rosegador és d'una precisió entre un 75% i un 90%. Un estudi canadenc de 13 ciutats en els passats 30 a 40 anys estableix l'índex encerts en un nivell del 37%. A més, informes de la National Climatic Data Center han establert que la precisió global de la predicció és al voltant d'un 39%.

## Nou significat de "Dia de la marmota"
- Per causa de la pel·lícula Groundhog Day traduïda com Atrapat en el temps el significat actual de "Dia de la marmota" és el d'una situació categòricament interminable.[5]